# Maurice Kufferath
Maurice Kufferath est un critique musical, librettiste, violoncelliste et chef d'orchestre belge, né le 8 janvier 1852 à Saint-Josse-ten-Noode et mort le 8 décembre 1919 à Uccle. Directeur du Théâtre de la Monnaie de Bruxelles de 1900 à 1919, il est considéré comme une figure emblématique de la scène musicale en Belgique.

## Biographie
Maurice Kufferath est élevé dans un environnement musical qui le voit former un quatuor avec ses frères et son père — également pianiste. Après des études à Bruxelles, il étudie le droit à Leipzig où il rencontre Franz Liszt et Richard Wagner. Il créera la section belge du Wagner Verein (Association Richard Wagner).
Kufferath devient directeur du Théâtre de la Monnaie et engage le 6 mars 1900 Sylvain Dupuis comme premier chef d’orchestre. Homme perfectionniste, Maurice Kufferath insuffle un rayonnement à la création musicale et lyrique du XIXe siècle et obtient une reconnaissance dans le monde de l'opéra. Il a notamment écrit le livret en français et créé l'opéra The Mikado or The Town of Titipu d'Arthur Sullivan, à l’Alhambra de Bruxelles le 23 décembre 1889.
Rédacteur de L'Indépendance belge, il collabore au Guide musical. Ses articles consacrés à Wagner font autorité.
Le 16 janvier 1886 à Paris, il épouse Victoire Antoinette Lucie Fouassier.
Leur fils, Camille Kufferath, a composé des opéras et des ballets des années 1910 aux années 1950.
Il est inhumé au cimetière de Bruxelles à Evere.

## Œuvres
- Henri Vieuxtemps : sa vie et son œuvre, Bruxelles: Rozez (1882)
- L'art de diriger l'orchestre : Richard Wagner & Hans Richter, Paris : Fischbacher (1890)
- Le théâtre de Richard Wagner : de Tannhäuser à Parsifal. Essais de critique littéraire, esthétique et musicale, Paris/Bruxelles/Leipzig: Fischbacher/Schott/Junne (plusieurs volumes, 1891-9)
- Les abus de la société des auteurs, compositeurs et éditeurs de musique, Bruxelles : Office Central (1897)
- Musiciens et philosophes: Tolstoï, Schopenhauer, Nietzsche, Richard Wagner, Paris: Alcan (1899)
- Salomé: poème d'Oscar Wilde, musique de Richard Strauss, Bruxelles: Schott (1907)
- Fidelio de Ludwig van Beethoven, Paris: Fischbacher (1913)
- La flûte enchantée de Mozart, Paris: Fischbacher (1914-9)